# Claire Lambe
Claire Lambe, född 16 maj 1990, är en irländsk roddare.
Lambe tävlade för Irland vid olympiska sommarspelen 2016 i Rio de Janeiro, där hon tillsammans med Sinéad Lynch slutade på 6:e plats i lättvikts-dubbelsculler.